# José María de Cervantes y Velasco
José María Gómez de Cervantes y Altamirano de Velasco Padilla y Ovando (México, Nueva España, 14 de mayo de 1786 - México, 3 de diciembre de 1856) conde de Santiago de Calimaya y marqués de Salinas del Río Pisuerga, miembro de dos antiguas familias criollas de la Nueva España, formaba parte de la clase alta de la élite mexicana de la época. Fue un oficial de la Armada Mexicana, quien firmó el Acta de Independencia del Imperio Mexicano  el 28 de septiembre de 1821 junto con su hermano Miguel Jerónimo de Cervantes y Velasco y tío Juan María Cervantes y Padilla, Agustín de Iturbide y otras 33 personas.

Escudo de Armas del conde de Santiago de Calimaya

## Familia
Era hijo de Ignacio Gómez de Cervantes y Ana María Gutiérrez Altamirano de Velasco y Ovando, condesa de Santiago de Calimaya y marquesa de Salinas del Río Pisuerga. El título de conde de Santiago de Calimaya fue creado alrededor de 1616 por el Rey Felipe III. Su origen se remonta a la Casa de Velasco.
La rama de la familia Velasco llegó a la Nueva España en 1590, con el virrey Luis de Velasco y Castilla. Su gobierno fue muy recordado porque estuvo a favor de la liberación de los indios esclavizados de forma ilegal y de la abolición de la encomienda. Esta familia construyó el Palacio de los Condes de Santiago de Calimaya y hoy en día es el Museo de la Ciudad de México.
José María estuvo casado dos veces; primero con María Michaus y Oroquieta y después con Ana Ozta y Cotera, marquesa de Rivascacho. Con la segunda esposa tuvo dos hijos. 
El primero de sus hijos fue José María Cervantes Ozta, quien heredó el título de su madre y después de casarse con Magdalena Ayestarán, tuvo a su vez dos hijos: a Ignacio Cervantes Ayestarán, el último conde de Santiago de Calimaya antes de la independencia de México, el cual se casó con Carmen Cauz y no tuvo descendientes.
Su segunda hija fue Guadalupe Cervantes Ayestarán, quien se casó con Francisco Cauz. Si no hubiera existido la independencia, sus hijos hubieran heredado el título.

## Carrera
José María Cervantes y Velasco entró como capitán a la Real Armada Española en 1810 en los Batallones de Patriotas Distinguidos de Fernando VII, creados por el virrey Francisco Javier Venegas. En 1813 fue nombrado coronel. 
Los Batallones de Patriotas Distinguidos de Fernando VII se crearon para conservar la tranquilidad y orden en la capital y para cualquier otro interés del rey. Luchaban principalmente contra insurrecciones rebeldes. Agrupaban a las élites locales y principalmente a las urbanas, e invitaban a participar a cualquier hombre mayor de 16 años que tuviese el dinero suficiente para cubrir su manutención y para portar el uniforme al servicio del rey. 
En 1815, en los Batallones, luchó del lado del ejército realista, que era el bando creado en contra de la insurgencia. En 1821, formó parte del ejército trigarante que consumió la independencia mexicana. Firmó el acta de Independencia de México

## Retrato
Su retrato es parte de la colección del Museo de Brooklyn, pero no está expuesto. La firma aparece como “Ygnacio Ayala pto. Mo. 1802”, pero según la experta en arte colonial María Concepción Amerlinck, es atribuido a Ignacio Remigio Ayala, autor del retrato de Manuel Valdés y otros trabajos que formaban parte en 1807 del convento de La Merced en la Ciudad de México.
El retrato mide 83.82 por 63.8 centímetros (33.00’’ x 25.12’’)  está pintado en óleo sobre lienzo. Enseña la imagen de Cervantes con la parte de arriba de su cabeza rapada, usando una casaca de seda verde y un chaleco blanco bordado con flores al estilo Neoclásico, con encaje, volantes y mangas. En la mano izquierda lleva un sombrero y la mano derecha está dentro de la casaca a la altura del corazón, “una postura común en los retratos de hombres en esa época”, según el Museo de Brooklyn.